# Гайке Фішер
Гайке Фішер  (нім. Heike Fischer, 7 вересня 1982) — німецька стрибунка у воду, олімпійська медалістка.

## Виступи на Олімпіадах
| Олімпіада  | Дисципліна                           | Місце |
| ---------- | ------------------------------------ | ----- |
| Афіни 2004 | трамплін                             | 31    |
| Пекін 2008 | синхронні стрибки з вишки з трамліна | 3     |